# Kettinghor

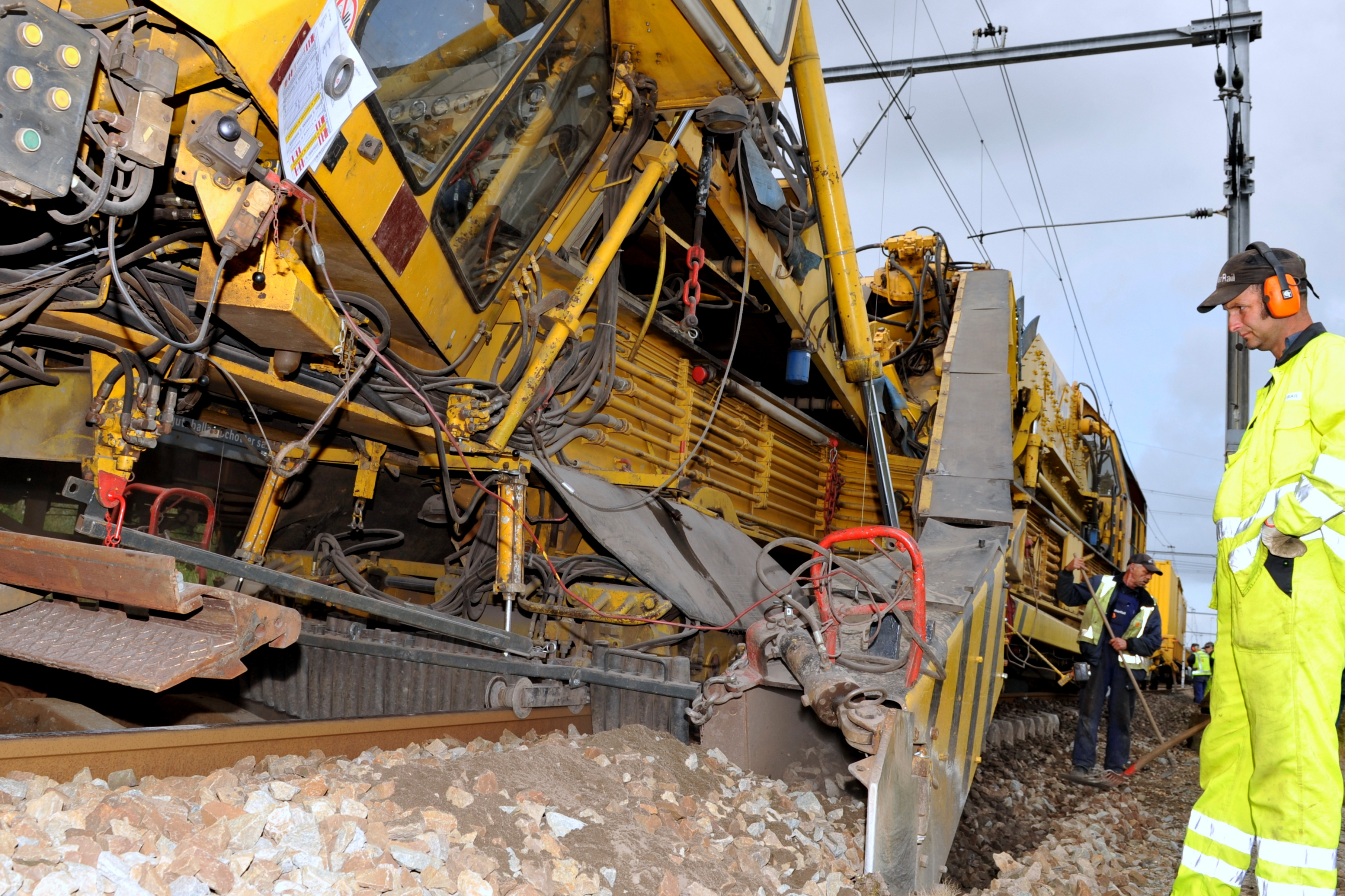
Kettinghor in bedrijf

De kettinghor is een spooronderhoudsmachine die gebruikt wordt bij het onderhouden van het ballastbed van de bovenbouw van spoorwegen. De machine zorgt ervoor dat de vervuilde ballast (de steenslag tussen en onder de dwarsliggers) weer schoon wordt.
De kettinghor wordt vooral gebruikt bij het groot onderhoud van het spoor. Dit is ongeveer elke 25 jaar noodzakelijk.
Een bekende fabrikant van deze machines is Plasser & Theurer uit Oostenrijk.

## Werking
De kettinghor heeft een ketting die onder de dwarsliggers moet worden gemonteerd. De ketting bestaat uit hardstalen punten die de ballast wegschrapen en de machine in voeren. Vergruisd ballast, zand en vuil worden hier uit de ballast gezeefd en apart afgevoerd. De schone ballast wordt weer tussen en onder de rails gestort, aangevuld met verse ballast om tekort te voorkomen.